# (4278) Harvey
(4278) Harvey (1982 SF) – planetoida z pasa głównego asteroid okrążająca Słońce w ciągu 3,42 lat w średniej odległości 2,27 j.a. Odkryta 22 września 1982 roku.